# روبيرت ماسكانت
روبيرت باتريك ماسكانت (بالهولندية: Robert Maaskant)‏ (ولد في 10 يناير 1969) هو لاعب كرة قدم هولندي سابق، كان يلعب لاعب وسط.

## روابط خارجية
- روبيرت ماسكانت على موقع قاعدة بيانات كرة القدم.إي يو (الإنجليزية)
- روبيرت ماسكانت على موقع عالم كرة القدم.نت (الإنجليزية)